# Pure (album de Godflesh)
Albums de Godflesh
Cold World (EP)
(1991) Merciless
(1994)
Pure  est le deuxième album de Godflesh et l'un des albums les plus populaires et influents du groupe. Il est sorti en 1992 sur Earache Records. Un clip vidéo a été réalisé pour le single Mothra.
Les pistes 9 et 10 ne figurent pas sur les premières cassettes et versions vinyles de l'album.

## Liste des titres

### Édition standard
1. Spite – 4:31
2. Mothra – 4:31
3. I Wasn't Born to Follow – 7:22
4. Predominance – 6:16
5. Pure – 5:02
6. Monotremata – 9:21
7. Baby Blue Eyes – 4:39
8. Don't Bring Me Flowers – 6:48

### Titres bonus (version CD)
1. Love, Hate (Slugbaiting) – 9:57
2. Pure II – 21:04

## Citations
| Année                          | Publication | Pays        | Citation                                    | Classement |       |
| ------------------------------ | ----------- | ----------- | ------------------------------------------- | ---------- | ----- |
| 1992                           | The Wire    | Royaume-Uni | "Albums of the Year"                        | 18         | [ 4 ] |
| 2000                           | Terrorizer  | Royaume-Uni | "100 Most Important Albums of the Nineties" | *          | [ 5 ] |
| "*" denotes an unordered list. |             |             |                                             |            |       |

## Participants
- G. C. Green - basse
- J. K. Broadrick - guitare, chant
- Robert Hampson - guitare (pistes 1, 3, 4, 8, 10)
- Machines - rythmes et samples
- Paul Neville - guitare (piste 9)